# 適用態
適用態（てきようたい）または充当態（じゅうとうたい、英語: applicative）とは、斜格を動詞の結合価に追加する態である。形態論において、語の形態変化の結果としての語形は適用形と呼ばれる。また、統語論において、適用態を表す構文を適用構文（てきようこうぶん、英語: applicative construction)と言う。

## 例

### アイヌ語
アイヌ語には動詞の結合価を上昇させる充当態接頭辞e-（具格、「～で」）、o-（処格、「～で」）及びko-（与格、「～に」）の存在が報告されている。以下の例において、本来は1価しか持たない（主語のみで充足し、目的語を持てない）自動詞itakに、与格充当接頭辞のko-が付くと、2価を持つ（主語と目的語両方があって初めて充足する）他動詞koytakとなり、目的格人称接辞を取ることができるようになる。
ku=ytak.
1SG.NOM=話す.VI
「私は喋っている。」
hekaci
男の子
ku=∅=ko-ytak.
1SG.NOM=3SG.ACC=APL.DAT-話す.VT
「私は男の子と喋っている。」

### シエラ・ポポルカ語
ミヘ・ソケ語族のシエラ・ポポルカ語（英語: Sierra Popoluca）では、以下のような構文が存在する。
teːñ
「立ち上がった」
「彼は立ち上がった」
i-tyeːñ-ka
目的語.3SG-「立ち上がった」-具格
「彼は立ち上がった」